# 鄒軒
鄒軒（1464年—？），字公輊，號簾山，浙江紹興府餘姚縣人，竈籍，明朝政治人物。

## 生平
弘治二年（1489年）己酉科浙江鄉試第八十名舉人。弘治九年（1496年）中式丙辰科會試第四名，二甲第十三名進士。十年十一月授刑科给事中，十五年十二月升兵科右，十八年三月升礼科左，十月升刑科都给事中。正德三年（1508年）八月被锦衣卫逮治問罪。

## 家族
出身样山邹氏。曾祖鄒世勤；祖父鄒儀，贈刑部員外郎；父鄒儒，來賓知縣前刑部郎中。母孫氏（封宜人）。具庆下。兄軻、輅、轼。弟輪、辕、輗。